# Andy Schleck
Andy Raymond Schleck (Lussemburgo, 10 giugno 1985) è un ex ciclista su strada lussemburghese.
Professionista dal 2005 al 2014, è figlio di Johny Schleck e fratello minore di Fränk Schleck. In carriera ha vinto la Liegi-Bastogne-Liegi 2009 e il Tour de France 2010; si è inoltre classificato secondo al Tour de France nel 2009 e nel 2011 e al Giro d'Italia 2007.

## Carriera

### I primi anni
Figlio d'arte (il padre, Johny Schleck, fu un ciclista professionista che partecipò diverse volte al Tour de France e alla Vuelta a España, tra il 1965 e il 1974, e fu anche gregario di Eddy Merckx), nel 2004, non ancora professionista, vinse la Flèche du Sud, una corsa ciclistica a tappe che si disputa in Lussemburgo. Fu proprio durante questa gara che Bjarne Riis, il direttore sportivo dell'allora Team CSC, si accorse di lui. Il 1º settembre 2004 Schleck entrò quindi nella squadra da stagista, e successivamente firmò il suo primo contratto da professionista, valido a partire dal 2005.
Nel 2005 si laureò campione nazionale a cronometro. Nella primavera dell'anno dopo cadde durante la Cholet-Pays de Loire, corsa in linea francese, e fu costretto a fermarsi per due mesi, prima di ritornare in gara per la Volta Ciclista a Catalunya nel mese di maggio. In luglio, pochi giorni dopo la vittoria del fratello nella tappa dell'Alpe d'Huez al Tour de France 2006, vinse due tappe, quella di montagna e quella conclusiva, al Sachsen-Tour International in Germania.

### 2007-2008: il secondo posto al Giro
Nel 2007 partecipò al Giro d'Italia, suo primo Grande Giro in carriera. Si mise in mostra sulle montagne, classificandosi terzo nella tappa con arrivo al Santuario della Madonna della Guardia e terzo in quella con arrivo a Briançon e le ascese del Colle dell'Agnello e del Colle dell'Izoard. Quarto nella tappa del Santuario di Montevergine di Mercogliano, anche nella frazione del Monte Zoncolan chiuse terzo, staccato solo nel finale dai battistrada Leonardo Piepoli e Gilberto Simoni. Concluse secondo nella classifica generale finale, a 1'55" dal vincitore Danilo Di Luca, conquistando al contempo, e con larghissimo margine, la maglia bianca riservata ai giovani di età inferiore ai 25 anni. In ottobre fu quindi quarto al Giro di Lombardia.
Nel 2008 prese parte al Tour de France conquistando la maglia bianca di miglior giovane. A causa di una crisi di fame patita nell'arrivo in salita di Hautacam non riuscì però ad essere protagonista per la classifica finale: si adoperò dunque come gregario per il fratello Fränk e per Carlos Sastre, poi vincitore della corsa, e concluse undicesimo nella generale. Al termine del Tour de France venne convocato per la prova in linea dei Giochi olimpici di Pechino, nella quale si classificò quinto (quarto in seguito alla squalifica di Davide Rebellin).

### 2009: il successo alla Liegi-Bastogne-Liegi

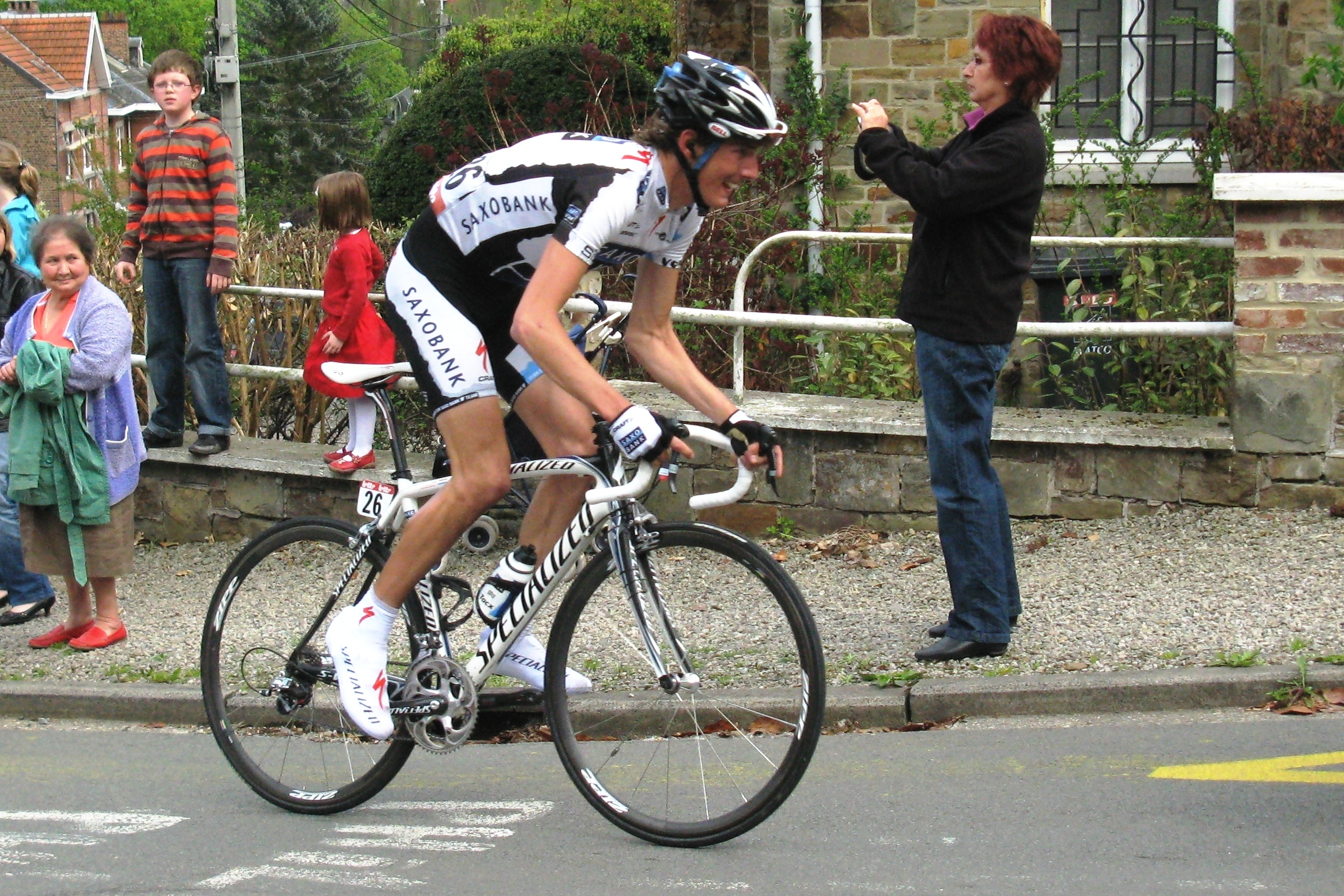
Andy Schleck all'attacco sulla Côte de la Roche-aux-Faucons, Liegi-Bastogne-Liegi 2009

Nella primavera del 2009 prese il via alle classiche delle Ardenne. Il 22 aprile si classificò secondo alla Freccia Vallone, battuto da Rebellin, mentre quattro giorni dopo si impose nella Liegi-Bastogne-Liegi con uno scatto sulla Côte de la Roche-aux-Faucons, a 19 chilometri dal termine; grazie anche al lavoro della squadra (da quell'anno rinominata Team Saxo Bank) e del fratello Fränk, arrivò al traguardo con 1'17" di margine sul secondo, Joaquim Rodríguez, e con 1'24" sul gruppo. Si impose poi di nuovo, questa volta nella prova in linea, ai campionati nazionali.
In luglio partecipò ancora al Tour de France come capitano della Saxo Bank, ottenendo il secondo posto nella classifica generale finale alle spalle dello spagnolo Alberto Contador, staccato di 4'11"; vinse comunque per la seconda volta la maglia di miglior Under-25. Decise poi di correre anche la Vuelta a España, in preparazione alle gare di fine stagioni, ovvero campionati del mondo e Giro di Lombardia; durante l'ottava tappa della corsa spagnola fu però costretto al ritiro a causa di problemi allo stomaco.

### 2010: la vittoria al Tour de France

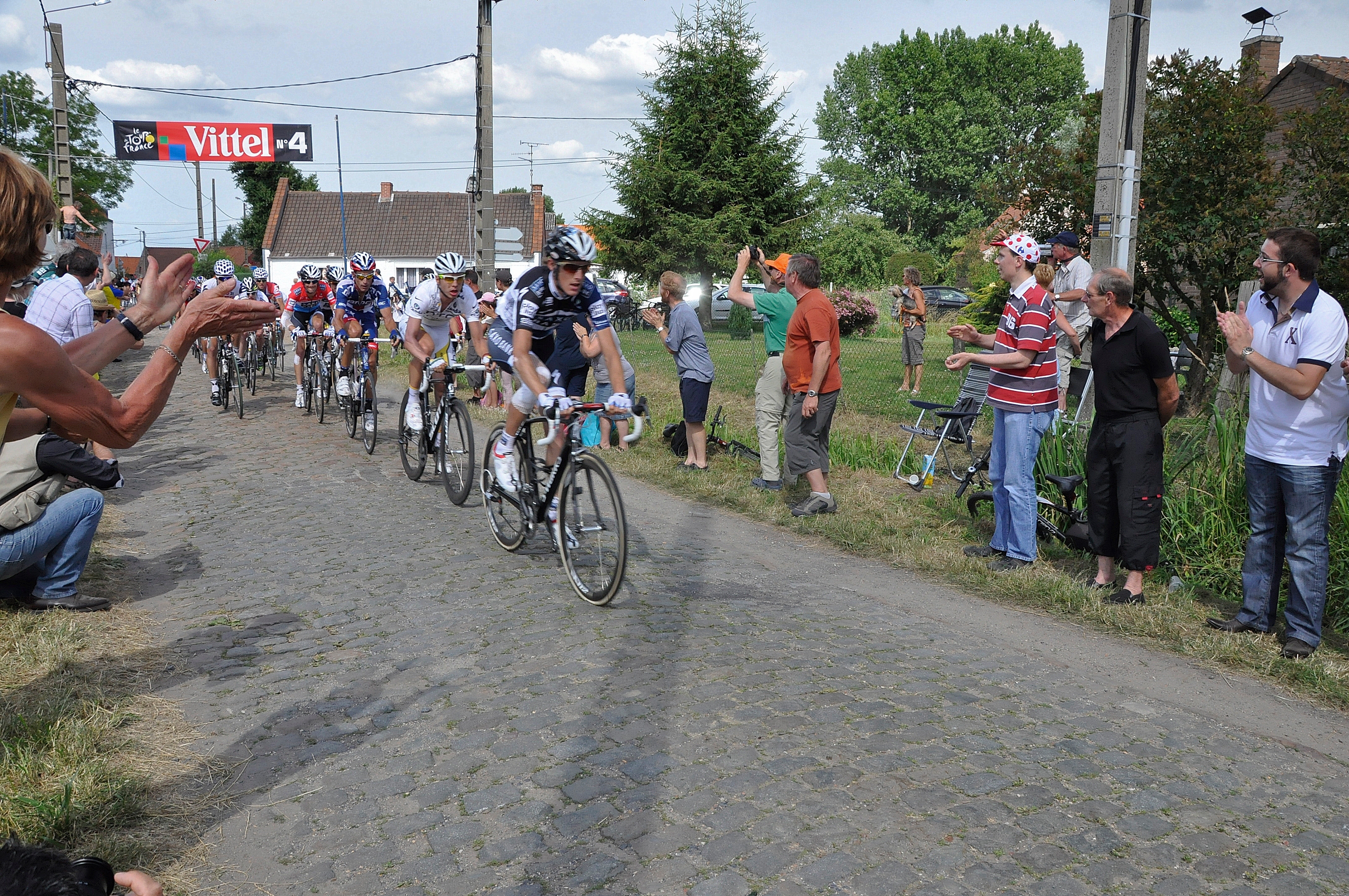
Andy Schleck guida un gruppetto durante la tappa di Arenberg al Tour de France 2010

Inizia il 2010 vittima di un problema ad un ginocchio: riesce comunque a correre le classiche delle Ardenne chiudendo quinto alla Liegi-Bastogne-Liegi e ottavo alla Freccia Vallone. La prima vittoria stagionale arriva nel mese di giugno, al campionato nazionale a cronometro, davanti al fratello Fränk. In luglio, al Tour de France, trionfa nella tappa alpina di Morzine-Avoriaz - staccando per la prima volta Alberto Contador - battendo in volata lo spagnolo Samuel Sánchez, e già al termine della frazione successiva, a San Giovanni di Moriana, indossa per la prima volta la maglia gialla subentrando a Cadel Evans al vertice della graduatoria; perde il simbolo del primato dopo la quindicesima tappa quando, vittima di un salto di catena sull'ultima salita, viene attaccato dallo spagnolo Contador non riuscendo a recuperare e perdendo 39 secondi.
Nell'ultima frazione di montagna, sul Colle del Tourmalet, attacca lungo la salita ma non riesce a staccare Contador, conquistando comunque la vittoria di tappa. Chiude la sua terza Grande Boucle ancora al secondo posto, come nell'edizione precedente, e staccato proprio di 39 secondi da Contador; conquista inoltre per la terza volta consecutiva la maglia bianca di miglior giovane. Il 6 febbraio 2012 viene decretato vincitore del Tour de France in seguito alla squalifica di Alberto Contador per doping, diventando così uno dei pochi (insieme allo stesso Contador, Ullrich ed Eddy Merckx) ad aver vinto maglia bianca e maglia gialla nello stesso anno. Tuttavia la vittoria non soddisfa il lussemburghese, che dichiarerà di aver vinto il suo primo Tour de France solo quando lo vincerà sulla strada.
In agosto decide di partecipare alla Vuelta a España, correndo in appoggio al fratello Fränk. Viene però allontanato dal team manager Riis prima della partenza della decima tappa, dopo essere rientrato alle cinque del mattino in albergo con il compagno Stuart O'Grady violando il regolamento interno della squadra. In dicembre, a conclusione della stagione, viene nominato miglior atleta lussemburghese dell'anno, precedendo il fratello Fränk e il nuotatore Laurent Carrol, mentre nel gennaio 2011 viene eletto per la seconda volta consecutiva personaggio lussemburghese dell'anno, davanti a Roger Dahm, Jean-Claude Juncker, al fratello Fränk e a Kim Kirchen.

### 2011: il secondo posto al Tour

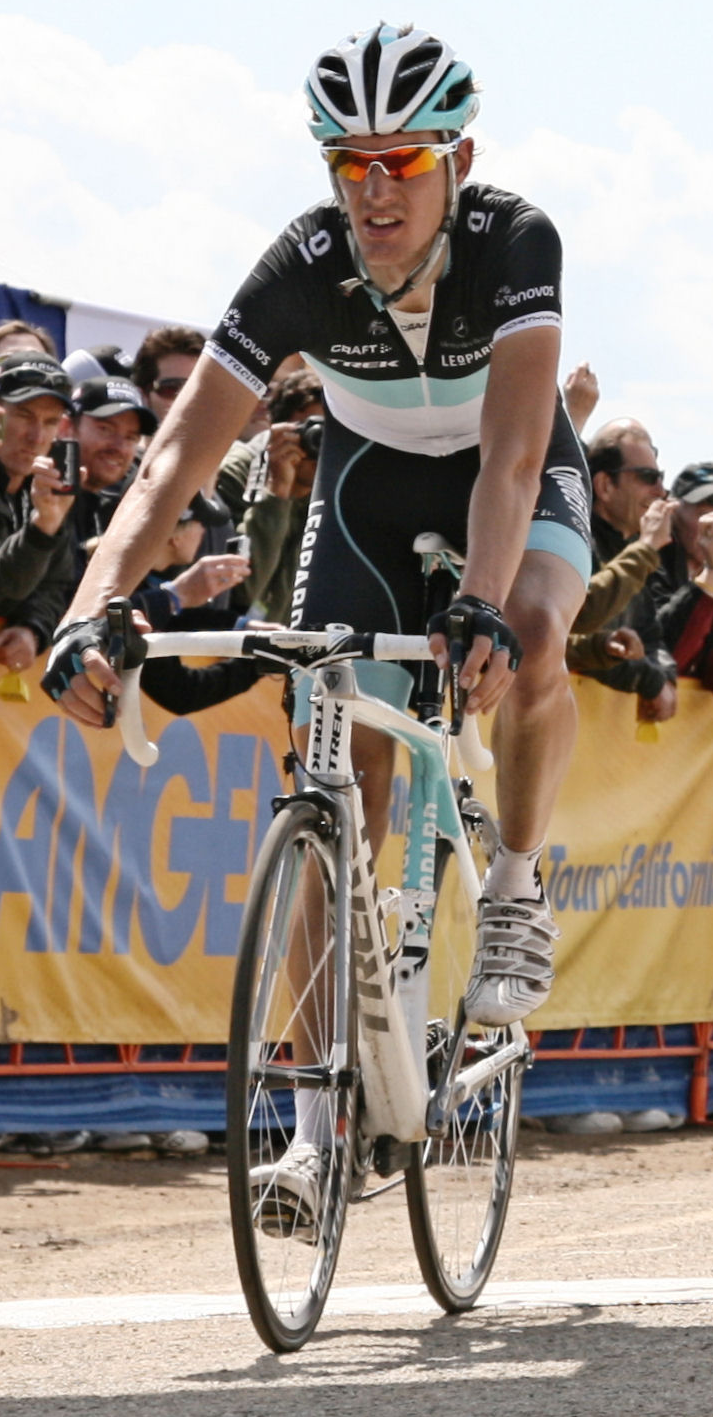
Andy Schleck al Tour of California 2011

Apre la stagione 2011 correndo la Tirreno-Adriatico e la Vuelta al País Vasco in preparazione alle tre classiche delle Ardenne. Nella prima di esse, l'Amstel Gold Race, scatta a 10 km dalla fine ma viene ripreso sull'ultima salita a 700 metri dal traguardo e chiude undicesimo, mentre nella seconda, la Freccia-Vallone, decide di risparmiarsi per puntare alla Liegi-Bastogne-Liegi, in programma tre giorni dopo; nella 97ª edizione della Liegi scatta quindi insieme al fratello Fränk, ma i due vengono seguiti a ruota da Philippe Gilbert e battuti dal vallone: nella volata a tre Andy conclude terzo. In preparazione al Tour corre il Giro di Svizzera senza però mai essere in corsa per la maglia gialla di leader complice un salto di catena nel prologo. Decide quindi di uscire di classifica e puntare alle tappe: pur non riuscendo ad aggiudicarsi alcun traguardo, porta comunque a casa la maglia verde di miglior scalatore grazie a due fughe.
Durante il Tour de France, cui partecipa con ambizioni di vittoria, si aggiudica la prima vittoria al termine della diciottesima tappa. Scattato prima del passaggio sulla cima del colle dell'Izoard, a oltre 60 km dal traguardo, raggiunge lungo la discesa seguente il compagno Monfort con cui percorre la prima parte della valle del Lautaret, poi affronta in solitaria la salita verso il Galibier, arrivo di tappa. Taglia il traguardo con 2'21" di vantaggio sulla maglia gialla Thomas Voeckler, che riesce a difendere la leadership in classifica generale per soli 15 secondi. Il giorno dopo, su l'Alpe d'Huez, Voeckler perde 3 minuti e Schleck conquista il primato della generale; nella successiva e penultima tappa, tuttavia, lo cede definitivamente dopo aver perso 2'30" da Cadel Evans, autore di un'eccezionale prestazione nella cronometro di Grenoble. È così secondo al Tour de France per la seconda volta, e a Parigi questa volta precede il fratello Fränk.

### 2012: la frattura al coccige
Il 2012 di Andy Schleck, in maglia RadioShack-Leopard, è ancora una volta incentrato sul Tour de France, in preparazione del quale aveva previsto di correre la Parigi-Nizza, la Volta a Catalunya, la Vuelta al Pais Vasco, il Tour of California e il Critérium du Dauphiné. Tuttavia la preparazione alla corsa francese viene ostacolata da diverse malattie ed infortuni; il più rilevante ha luogo al Critérium du Dauphiné, manifestazione in cui il ventisettenne cade in occasione della prova a cronometro fratturandosi il coccige. Questo malanno gli impedirà poi non solo la partecipazione alla Grande Boucle, ma anche di prendere parte ai più importanti appuntamenti della seconda parte della stagione, quali i Giochi Olimpici di Londra, la Vuelta a España e il campionato del mondo. Riprenderà solo a inizio ottobre a correre al Mémorial Frank Vandenbroucke, pur non avendo ancora completamente recuperato dalla frattura.

### 2013-2014: il rientro, l'infortunio al ginocchio e il ritiro
Come negli anni precedenti Schleck orienta la preparazione della stagione 2013 in vista delle classiche delle Ardenne e del Tour de France. Debutta al Tour Down Under, in gennaio, con l'obiettivo di rientrare in forma dopo l'infortunio della seconda parte della stagione 2012; corre poi la Tirreno-Adriatico, il Critérium International e la Vuelta al País Vasco, senza però ottenere risultati di rilievo. Neanche alle classiche delle Ardenne e al Tour of California riesce a cogliere piazzamenti. In vista del Tour de France corre il Tour de Suisse, restando con i migliori sulla scalata dell'Albula. Alla Grande Boucle non riesce però a mettersi in evidenza, gareggiando senza particolari ambizioni di classifica e perdendo regolarmente terreno dal gruppo dei migliori.
Nel 2014 si trasferisce alla Trek Factory Racing, la nuova formazione diretta da Luca Guercilena. Comincia la stagione con l'intento di ritrovare la forma degli anni migliori, ma ottiene risultati simili alla stagione precedente. Partecipa al Tour de France con l'obiettivo di aiutare il fratello Fränk in salita, ma nel corso della tappa con arrivo a Londra cade lesionandosi il menisco e i legamenti del ginocchio destro. A causa dell'infortunio deve concludere anzitempo la propria stagione e sottoporsi a un intervento chirurgico.

## Palmarès
- 2004

Classifica generale Flèche du Sud
- 2005 (Team CSC, una vittoria)

Campionati lussemburghesi, Prova a cronometro
- 2006 (Team CSC, due vittorie)

3ª tappa Sachsen-Tour International
5ª tappa Sachsen-Tour International
- 2009 (Team Saxo Bank, tre vittorie)

Liegi-Bastogne-Liegi
2ª tappa Tour de Luxembourg
Campionati lussemburghesi, Prova in linea
- 2010 (Team Saxo Bank, quattro vittorie)

Campionati lussemburghesi, Prova a cronometro
8ª tappa Tour de France (Station des Rousses > Morzine-Avoriaz)
17ª tappa Tour de France (Pau > Colle del Tourmalet)
Classifica generale Tour de France
- 2011 (Team Leopard-Trek, una vittoria)

18ª tappa Tour de France (Pinerolo > Galibier-Serre Chevalier)

### Altri successi
- 2006

Classifica scalatori Sachsen-Tour International
Classifica combinata Sachsen-Tour International
Classifica scalatori Tour of Britain
- 2007

Classifica giovani Giro d'Italia
- 2008

Classifica giovani Tour de France
Amstel Curaçao Race (Kermesse)
- 2009

Classifica giovani Tour de France
- 2010

Classifica giovani Tour de France
Gala Tour de France
Cibel Na-Tourcriterium Sint-Niklaas
Draai van de Kaai
- 2011

Classifica scalatori Tour de Suisse
RaboRonde Heerlen
Antwerpen na-Tour Dernyspektakel (Derny)

## Piazzamenti

### Grandi Giri
- Giro d'Italia

2007: 2º
- Tour de France

2008: 11º
2009: 2º
2010: vincitore
2011: 2º
2013: 20º
2014: non partito (4ª tappa)
- Vuelta a España

2009: ritirato (8ª tappa)
2010: non partito (10ª tappa)

### Classiche monumento
- Milano-Sanremo

2009: 128º
2010: ritirato
- Liegi-Bastogne-Liegi

2007: 46º
2008: 4º
2009: vincitore
2010: 6º
2011: 3º
2012: 50º
2013: 41º
2014: ritirato
- Giro di Lombardia

2005: 64º
2007: 4º
2010: ritirato
2013: ritirato

### Competizioni mondiali
- Campionati del mondo

Hamilton 2003 - Cronometro Juniores: 40º
Hamilton 2003 - In linea Juniores: 37º
Verona 2004 - In linea Under-23: 31º
Stoccarda 2007 - In linea Elite: ritirato
Varese 2008 - In linea Elite: ritirato
Mendrisio 2009 - In linea Elite: ritirato
- Giochi olimpici[31]

Pechino 2008 - In linea: 4º

## Riconoscimenti
- Sportivo lussemburghese dell'anno: 2009 e 2010
- Vélo d'Or - Miglior giovane: 2010